# Stéphane Metzger
Pour les articles homonymes, voir Metzger.
Stéphane Metzger, né le 2 avril 1973 à Paris, est un comédien français. Il est diplômé du Conservatoire national supérieur d'art dramatique.

## Biographie
À 17 ans, il tenait la rubrique théâtre dans une radio locale, à Grenoble. Venu à Paris pour suivre une formation d'acteur, il est entré au Conservatoire national supérieur d'art dramatique en 1995.[réf. nécessaire]
En 2001, il interprète un mauvais garçon allumeur dans le film Mauvais Genres de Francis Girod.
Il a tourné avec Claudia Cardinale, sous la direction de Pasquale Squitieri, l'adaptation du spectacle La Vénitienne qu'ils avaient interprété au théâtre.
De 2005 à 2014, il incarne Malik Berkaoui dans la série RIS police scientifique diffusée sur TF1.
Il a trois enfants, Angèle, Max et Marley, avec la réalisatrice Marie Caldera.

## Filmographie

### Cinéma
- 1997 : Assassin(s) de Mathieu Kassovitz : Franck dans la sitcom
- 1997 : Dobermann de Jan Kounen : Olivier Brachet, dit Sonia
- 1998 : L'homme est une femme comme les autres de Jean-Jacques Zilbermann : Daniel Baumann
- 1999 : La Fille sur le pont de Patrice Leconte : le serveur italien
- 2000 : Mortels de Samuel Jouy (court-métrage) : Max
- 2001 : Heureuse de Céline Nieszawer (court-métrage)
- 2001 : Mauvais Genres de Francis Girod : Johnny
- 2002 : Vivante de Sandrine Ray : Bruno
- 2002 : Plus haut de Nicolas Brevière : Paul
- 2002 : Total Khéops d'Alain Bévérini : Manu à l'âge de 20 ans
- 2003 : Michel Vaillant de Louis-Pascal Couvelaire : Dan Hawkins
- 2004 : (Mon) jour de chance de Nicolas Brevière (court-métrage) : Paul
- 2004 : 36 quai des Orfèvres d'Olivier Marchal : Smao
- 2005 : L'amour est aveugle d'Alice Mitterrand (court-métrage)
- 2005 : Le plus beau jour de ma vie de Julie Lipinski : Théo
- 2005 : Foon des Quiches : Sam
- 2006 : Quand les anges s'en mêlent... de Crystel Amsalem : Bud
- 2006 : La Science des rêves de Michel Gondry : Sylvain
- 2006 : Demain la veille de Julien Lecat et Sylvain Pioutaz (court-métrage) : Bob
- 2007 : L'Île aux trésors d'Alain Berberian : Bill
- 2010 : Thelma, Louise et Chantal de Benoît Pétré : Bruno
- 2020 : J'aurais pas du mettre mes clarks aujourd'hui de Marie Caldera :

### Télévision
- 1995 : Sandra, princesse rebelle de Didier Albert (série) : Luigi
- 1999 : Chasseurs d'écume de Denys Granier-Deferre (télésuite) : Joël Carriban
- 2002 : Un paradis pour deux de Pierre Sisser (téléfilm) : Édouard
- 2003 : La Deuxième Vérité de Philippe Monnier (téléfilm) : Nicolas Misravic
- 2003 : Une amie en or d'Éric Woreth (téléfilm) : Arnaud Pasquier
- 2005 : Parlez-moi d'amour de Lorenzo Gabriele (téléfilm) : Julien
- 2005 : Sauveur Giordano (série), épisode L'Envers du décor : Simon Tardieu
- 2005 : Les Montana (série), épisode Sans issue : Zacharie Desnoyers
- 2005 - 2014 : RIS police scientifique (série) : Malik Berkaoui
- 2010 : L'Amour vache de Christophe Douchand : Fred
- 2011 : L'Amour encore plus vache de Christophe Douchand : Fred
- 2011 : Hard (saison 2, épisode 10) : un ami de Jean-Marc dit Roy
- 2014 : Des roses en hiver de Lorenzo Gabriele : Pierre
- 2014 : Joséphine, ange gardien – Le sourire de la momie : Mathis Anger
- 2015 : Famille d'accueil (série), Otages (saison 13 épisode 8) : Grégoire Lambrosi
- 2015 : Camping Paradis : Une star au camping (saison 7 épisode 1) : Laurent
- 2017 : Cut ! saison 5 (série télévisée)
- 2017 - : Quartier des banques : David Neri
- 2018 : La Loi de Marion de Stéphane Kappes : Nathan
- 2018 : Cut ! saison 6 (série télévisée)
- 2019 : Section de recherches (saison 13) : Romain Bartelli
- 2020 : Meurtres à Granville de Christophe Douchand : Denis Lagarde
- 2023 : Les Mystères de la marée, téléfilm de Lorenzo Gabriele : Sylvain
- 2023 : César Wagner d'Émilie et Sarah Barbault (épisode 9, « Les liens du sang ») : Yael Hisch

### Publicité
- Atol  vous avez 40 ans

### Doublage
- 2002 : 24 heures chrono, saison 1 : doublage de Daniel Bess (Rick Allen)

### Clip
- 2008 : Imparfaits de Victoria Petrosillo, réalisé par Benoît Pétré

## Théâtre
- 2022 : Le Tourbillon de et mise en scène Francis Veber, théâtre de la Madeleine